# Kashima Antlers
Kashima Antlers er en japansk fodboldklub fra Kashima (Ibaraki), der spiller i J. League Division 1.

## Titler
Liga
- J. League Division 1:
  - Vinder (7): 1996, 1998, 2000, 2001, 2007, 2008, 2009
  - Sølv (2): 1993, 1997

Cup-turneringer
- Emperor's Cup:
  - Vinder (3): 1997, 2000, 2007
- J. League Cup:
  - Vinder (3): 1997, 2000, 2002
  - Sølv (3): 1999, 2003, 2006,
- Xerox Super Cup:
  - Vinder (5): 1997, 1998, 1999, 2009, 2010
  - Sølv (3): 2001, 2002, 2008

## Historiske slutplaceringer
| Sæson | Niveau | Liga      | Placering | Kilde | Notering |
| ----- | ------ | --------- | --------- | ----- | -------- |
| 2019  | 1.     | J1 League | 3.        | [ 1 ] |          |
| 2020  | 1.     | J1 League | 5.        | [ 2 ] |          |
| 2021  | 1.     | J1 League | 4.        | [ 3 ] |          |
| 2022  | 1.     | J1 League | 4.        | [ 4 ] |          |
| 2023  | 1.     | J1 League | 5.        | [ 5 ] |          |
| 2024  | 1.     | J1 League | 5.        | [ 6 ] |          |

## Nuværende trup
Pr. 9. september 2019.